# Mobildrehkran 404

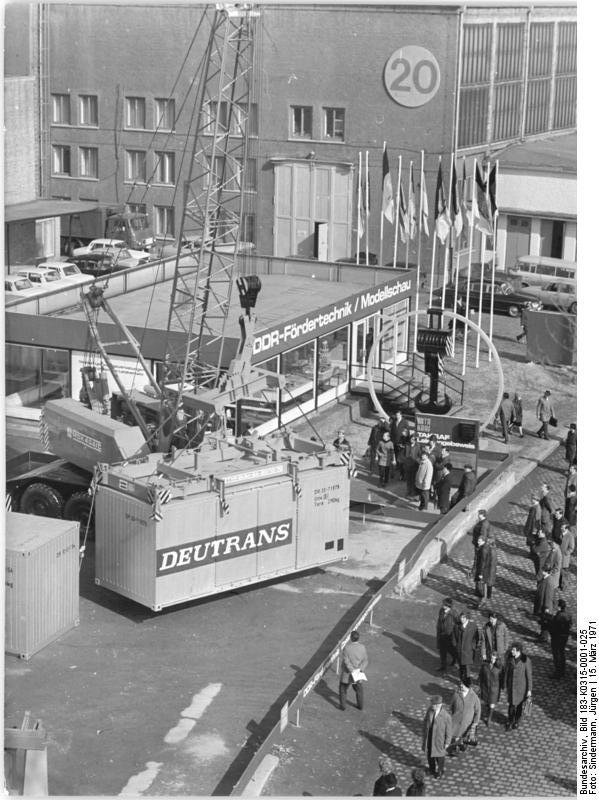
MDK 404 C auf der Leipziger Frühjahrsmesse 1971

Der Mobildrehkran 404 (MDK 404) ist ein selbstfahrender Seilkran, der im Kirow-Werk in Leipzig entwickelt und produziert wurde. Er war eine Weiterentwicklung des MDK 160/1. Die Entwicklung fand in den Jahren 1968 bis 1969 statt. Die Produktionszeit war von 1971 bis 1977. in dieser Zeit wurden 277 Stück hergestellt.

## Technik und Aufbau
Der MDK 404 war ein 4-achsiger, einfach bereifter allradangetriebener Mobildrehkran. Der dieselmechanische Antrieb erfolgte durch einen 6-Zylinder-Dieselmotor mit einer Leistung von 105,9 kW.
Die Kransteuerung erfolgte elektro-pneumatisch. Die maximale Fahrgeschwindigkeit betrug 48 km/h. Die Steigfähigkeit betrug nur 26 %. Für den Transport wurde die Hinterachslenkung abgeschaltet und der Ausleger und die Gegengewichte abgebaut. Das Lenksystem war hydraulisch unterstützt und das Fahrzeug besaß eine Zweikreis-Druckluftbremse, welche auf alle Räder wirkte. Die Achsen waren einzeln an Schraubenfedern aufgehängt und besaßen eine Differentialsperre. Im Kranbetrieb wurden die Federn pneumatisch blockiert. Der Unterwagen ist eine Schweißkonstruktion. Der MDK 404 hatte einen 6 m Spitzenausleger, welcher ein Lastenmoment von 160 Mpm und eine Tragfähigkeit von 40/17 t gewährleistete. Der Ausleger bestand aus einer Rohr-Gitterkonstruktion aus hochfestem Stahl. Durch Zwischenstücke konnte eine Hubhöhe von bis zu 48 m erreicht werden. Zur Absicherung der Last war eine Lastmomentsicherung und entsprechende Endschalter vorgesehen. Für den Greiferbetrieb zum Umschlag von Schüttgut wurde entweder ein Zweiseilgreifer von 1 m³ oder 1,25 m³ verwendet. Dabei wirkte das Haupthubwerk als Halte- und das Hilfshubwerk als Schließwerk.
Die hydraulische Abstützung war an den Stirnseiten des Unterwagens angebracht. 
Für die Montage von Ausleger und Gegenlast wurde kein zweites Hebezeug benötigt.

## MDK 404 T
Schon bei der Entwicklung des MDK 404 im Jahr 1969 wurde eine Turmdrehausrüstung mit entwickelt. Damit sollte eine Hubhöhe von 21,5 m und eine Ausladung des Auslegers von 20 m möglich sein. Das Lastmoment betrug 120 Mpm. Bei der Erprobung zeigten sich konstruktiv-statische Probleme, worauf die Entwicklung nicht über ein Funktionsmuster hinaus lief.

## MDK 404 C
Eine weitere Variante sollte speziell für den Umschlag von Containern entwickelt werden. 1974 entstanden dann 3 Mobilkrane MDK 404 C. Eine maximale Tragfähigkeit von 20 t konnte mit Hilfe von zusätzlichen Gegengewichten erreicht werden. Eine hydraulische Abstützung sollte eine zügige Arbeitsweise ermöglichen. Die Fahrgeschwindigkeit beim Umsetzen unter maximaler Tragkraft betrug 1 km/h.